# Nancy Silvestrini
Nancy Noemí Silvestrini (Mendoza, Argentina; 5 de abril de 1972 - Gasherbrum I, Pakistán; 5 de julio de 2003) fue una montañista argentina y guía de alta montaña con más de seis ascensos al Cerro Aconcagua.

Se desempeñó durante muchos años como guía en el Cerro Aconcagua (6962 m), la montaña más alta de América. Realizó también ascensos al monte Pissis en Argentina, el Sajama y Huayna Potosí en Bolivia, el Tocllaraju en Perú, entre otros.
El 5 de julio de 2003, a la edad de 31 años, se convirtió en la primera mujer argentina en conquistar un ochomil, el Gasherbrum I, día en que desafortunadamente también encontró la muerte durante el descenso de la cumbre, ya que fue sorprendida por una tormenta que le provocó una caída mortal.